# Radix (slak)
Radix is een geslacht van weekdieren uit de klasse van de Gastropoda (slakken).

## Soorten
- Radix acuminata (Lamarck, 1822)
- Radix alta Macaleț, 2000 †
- Radix alutae (Jekelius, 1932) †
- Radix amaradica Macaleț, 2000 †
- Radix andersoniana (Nevill, 1881)
- Radix auricularia (Linnaeus, 1758)
- Radix bactriana (Annandale & Prashad, 1919)
- Radix balatonica (Fuchs, 1870) †
- Radix balthica (Linnaeus, 1758)
- Radix berbestiensis Macaleț, 2000 †
- Radix bogdanensis Macaleț, 2000 †
- Radix brevicauda (G. B. Sowerby II, 1872)
- Radix calavardensis (Bukowski, 1896) †
- Radix croatica (Gorjanović-Kramberger, 1890) †
- Radix cucuronensis (Fontannes, 1878) †
- Radix dilatata (Noulet, 1854) †
- Radix dilleri (Neumayr, 1883) †
- Radix dolgini (Gundrizer & Starobogatov, 1979)
- Radix enzenbachensis Neubauer & Harzhauser in Harzhauser et al., 2014 †
- Radix extensa (Gorjanović-Kramberger, 1890) †
- Radix gebleri (Middendorff, 1851)
- Radix gedrosiana (Annandale & Prashad, 1919)
- Radix grammica (Brusina, 1872) †
- Radix hordeum (Mousson, 1874)
- Radix hubrechti Qian, Yang, Lu & He, 2012
- Radix impressa (Sinzov, 1875) †
- Radix iranica (Annandale & Prashad, 1919)
- Radix jaksici (Brusina, 1902) †
- Radix kobelti (Brusina, 1884) †
- Radix korlevici (Brusina, 1884) †
- Radix kovaci Neubauer & Harzhauser in Neubauer et al., 2015 †
- Radix kurelaci (Brusina, 1902) †
- Radix labiata (Rossmässler, 1835)
- Radix laevigata (Eichwald, 1853) †
- Radix lagotis (Schrank, 1803)
- Radix lazarevici (Brusina, 1902) †
- Radix lytostomopsis (Brusina, 1902) †
- Radix macaleti Neubauer, Harzhauser, Kroh, Georgopoulou & Mandic, 2014 †
- Radix marinescui Macaleț, 2000 †
- Radix minutissima (Greppin, 1855) †
- Radix namucuoensis Qian, Yang, Lu & He, 2012
- Radix natalensis (Krauss, 1848)
- Radix navarroi (Royo Gómez, 1922) †
- Radix novorossica (Sinzov, 1877) †
- Radix obtusissima (Deshayes, 1838) †
- Radix papaianopoli Macaleț, 2000 †
- Radix paucispira (Fuchs, 1870) †
- Radix pergamenica (Oppenheim, 1919) †
- Radix persica (Issel, 1865)
- Radix phrygoovata (Oppenheim, 1919) †
- Radix plicata (Sacco, 1884) †
- Radix podarensis Macaleț, 2000 †
- Radix pseudoovata (d'Orbigny, 1852) †
- Radix rippensis (Almera & Bofill y Poch, 1895) †
- Radix rubiginosa (Michelin, 1831)
- Radix rufescens (Gray, 1822)
- Radix simplex (Gorjanović-Kramberger, 1899) †
- Radix socialis (Zieten, 1832) †
- Radix subauricularia (d'Orbigny, 1852) †
- Radix subinflata (d'Orbigny, 1852) †
- Radix sublimosa (Sinzov, 1875) †
- Radix subovata (Zieten, 1832) †
- Radix zelli (Hörnes, 1856) †